# 2. Damenbundesliga 2009 (Football)
Die 2. Damenbundesliga 2009 war die zweite Saison der zweithöchsten Spielklasse im American-Football in Deutschland für Frauen seit ihrer Neugründung und die erste unter dem Namen „2. Damenbundesliga“. Im Jahr zuvor wurde sie unter dem Namen „Damenaufbauliga“ (DAL) gegründet.
Im Finale gewannen die Mainz Lady Warriors mit 26:19 gegen die Salzgitter Black Widows.

## Modus
Die Spiele werden mit 9 gegen 9 Spielerinnen ausgetragen (mindestens 5 an der LOS) und haben eine Dauer von 4 × 8 Minuten. Am Spieltag müssen die Teams mindestens jeweils 13 spielfähige Spielerinnen antreten lassen.
In der Saison 2009 treten insgesamt sieben Teams in zwei getrennten Gruppen an (drei in Gruppe Nord, vier in Gruppe Süd). Jede dieser Gruppen trägt ein doppeltes Rundenturnier aus, wobei jedes Team einmal das Heimrecht genießt. Nach jeder Partie erhält die siegreiche Mannschaft zwei und die besiegte null Punkte. Bei einem Unentschieden erhält jede Mannschaft einen Punkt. Die Punkte des Gegners werden als Minuspunkte gerechnet. Nach Beendigung des Rundenturniers wird eine Rangliste ermittelt, bei der zunächst die Anzahl der erzielten Punkte entscheidend ist. Bei Punktgleichheit entscheidet der direkte Vergleich.
Nach den Rundenturnieren kämpfen die jeweils zwei bestplatzierten Mannschaften in zwei Play-off-Runden um den Aufstieg in die 1. Damenbundesliga (DBL).
In den Play-offs um den Aufstieg wird über Kreuz gespielt. Das heißt, der Gruppenerste spielt gegen den Zweiten der jeweils anderen Gruppe in einem Halbfinale. Entsprechend spielt der Gruppenzweite gegen den Ersten der jeweils anderen Gruppe. Hierbei genießen die Gruppenersten jeweils Heimrecht. Die siegreichen Teams treten im Finale gegeneinander an.

## Teams
In der Gruppe Nord haben die folgenden Teams am Ligabetrieb teilgenommen
- Braunschweig Lady Lions
- Flensburg Sealadies (Abstieg aus DBL1 als SG mit Kiel Baltic Witches)
- Hamburg Blue Devilyns (erstmalige Ligateilnahme)
- Kiel Baltic Witches (Abstieg aus DBL1 als SG mit Flensburg Sealadies)

In der Gruppe Süd haben die folgenden Teams am Ligabetrieb teilgenommen
- Bochum Miners
- Mainz Lady Warriors (erstmalige Ligateilnahme)
- Salzgitter Black Widows (erstmalige Ligateilnahme)
- Stuttgart Scorpions Sisters

## Saisonverlauf
Die Saison 2009 begann am 16. Mai 2009 mit drei Spielen und endete am 13. September 2009 mit dem Finale. Insgesamt nahmen sieben Teams an der Liga teil und damit drei mehr als im Vorjahr. Die Hamburg Blue Devilyns, Mainz Lady Warriors und Salzgitter Black Widows nehmen jeweils zum ersten Mal am deutschen Frauenligabetrieb teil.
In der Nord-Gruppe wurden die Kiel Baltic Witches ungeschlagen mit vier Siegen Gruppenerste. Im Halbfinale trafen sie auf die Mainz Lady Warriors und verloren mit 8:42. Gruppenzweite wurden die Hamburg Blue Devilyns.
In der Süd-Gruppe wurden die Salzgitter Black Widows mit fünf Siegen und einer Niederlage Gruppenerste. Im Halbfinale trafen sie auf die Hamburg Blue Devilyns und gewannen mit 20:0, wodurch sie in das Finalspiel einzogen. Gruppenzweite wurden die Mainz Lady Warriors.
Das Finale fand am 13. September 2009 zwischen Gruppensieger und -zweitem der Gruppe Süd statt, den Salzgitter Black Widows und Mainz Lady Warriors. Da die Black Widows das besser platzierte Team waren, hatten sie das Heimrecht. Nach einem Spielstand von 19:14 für Salzgitter zu Beginn des letzten Viertels konnten die Mainzerinnen das Finale letztendlich mit einem Comeback-Sieg mit 26:19 für sich entscheiden. Die Mainz Lady Warriors stiegen damit in die DBL auf.

### Abschlusstabellen
| Gruppe Nord | Gruppe Nord             | Gruppe Nord | Gruppe Nord | Gruppe Nord | Gruppe Nord | Gruppe Nord | Gruppe Nord |    | Gruppe Süd                  | Gruppe Süd | Gruppe Süd | Gruppe Süd | Gruppe Süd | Gruppe Süd | Gruppe Süd | Gruppe Süd |
| #           | Team                    | Punkte      | Sp          | S           | U           | N           | TD-Pkt.     | #  | Team                        | Punkte     | Sp         | S          | U          | N          | TD-Pkt.    |            |
| ----------- | ----------------------- | ----------- | ----------- | ----------- | ----------- | ----------- | ----------- | -- | --------------------------- | ---------- | ---------- | ---------- | ---------- | ---------- | ---------- | ---------- |
| 1.          | Kiel Baltic Witches     | 8:0         | 4           | 4           | 0           | 0           | 184:260     | 1. | Salzgitter Black Widows     | 10:20      | 6          | 5          | 0          | 1          | 192:540    |            |
| 2.          | Hamburg Blue Devilyns   | 4:4         | 4           | 2           | 0           | 2           | 102:820     | 2. | Mainz Lady Warriors         | 08:40      | 6          | 4          | 0          | 2          | 162:770    |            |
| 3.          | Braunschweig Lady Lions | 0:8         | 4           | 0           | 0           | 4           | 038:216     | 3. | Bochum Miners               | 04:80      | 6          | 2          | 0          | 4          | 022:140    |            |
|             |                         |             |             |             |             |             |             | 4. | Stuttgart Scorpions Sisters | 02:10      | 6          | 1          | 0          | 5          | 040:145    |            |

Erläuterung: = Qualifikation für die Play-offs, Stand: 13. September 2009 (Saisonende)

### Play-offs
|  | Halbfinale | Halbfinale              | Halbfinale |  |  | Finale | Finale                  | Finale |
|  |            |                         |            |  |  |        |                         |        |
|  |            |                         |            |  |  |        |                         |        |
|  | N1         | Kiel Baltic Witches     | 8          |  |  |        |                         |        |
|  | S2         | Mainz Lady Warriors     | 42         |  |  |        |                         |        |
|  |            |                         |            |  |  | S1     | Salzgitter Black Widows | 19     |
|  |            |                         |            |  |  | S2     | Mainz Lady Warriors     | 26     |
|  | S1         | Salzgitter Black Widows | 20         |  |  |        |                         |        |
|  | N2         | Hamburg Blue Devilyns   | 0          |  |  |        |                         |        |
|  |            |                         |            |  |  |        |                         |        |

#### Halbfinale
|                        |                           |  |                     |                          |                     |  |          |
|                        | Kiel 30.08.2009 13:00 Uhr |  | Kiel Baltic Witches | \| \| 8 : 42 \| \| \| \| | Mainz Lady Warriors |  | Uniforum |
| (8:6, 0:14, 0:6, 0:16) | Kiel 30.08.2009 13:00 Uhr |  | Kiel Baltic Witches |                          | Mainz Lady Warriors |  | Uniforum |
|                        | 8 : 42                    |  |                     |                          |                     |  |          |
|                        |                           |  |                     |                          |                     |  |          |

|                       |                                   |  |                         |                          |                       |  |                   |
|                       | Wolfenbüttel 30.08.2009 15:00 Uhr |  | Salzgitter Black Widows | \| \| 20 : 0 \| \| \| \| | Hamburg Blue Devilyns |  | Lessingrealschule |
| (13:0, 7:0, 0:0, 0:0) | Wolfenbüttel 30.08.2009 15:00 Uhr |  | Salzgitter Black Widows |                          | Hamburg Blue Devilyns |  | Lessingrealschule |
|                       | 20 : 0                            |  |                         |                          |                       |  |                   |
|                       |                                   |  |                         |                          |                       |  |                   |

#### Finale
|                        |                                   |  |                         |                           |                     |  |                   |
|                        | Wolfenbüttel 13.09.2009 15:00 Uhr |  | Salzgitter Black Widows | \| \| 19 : 26 \| \| \| \| | Mainz Lady Warriors |  | Lessingrealschule |
| (0:6, 13:8, 6:0, 0:12) | Wolfenbüttel 13.09.2009 15:00 Uhr |  | Salzgitter Black Widows |                           | Mainz Lady Warriors |  | Lessingrealschule |
|                        | 19 : 26                           |  |                         |                           |                     |  |                   |
|                        |                                   |  |                         |                           |                     |  |                   |